# Interstate 43
Pour les articles homonymes, voir I43 et Route 43.
L'Interstate 43 (I-43) est une autoroute de 191,55 miles (308,27 km) qui se situe entièrement au Wisconsin. Elle relie l'I-39 / I-90 à Beloit avec Milwaukee et l'I-41 / US 41 et avec Green Bay. À deux moments, la WIS 32 forme un multiplex avec l'I-43. L'autoroute forme aussi un multiplex à différents endroits avec l'I-94, l'I-894, l'I-41, la US 10, la US 41, la US 45, la WIS 57 et la WIS 42.
L'I-43 est le résultat de propositions dont l'instauration d'un corridor entre Milwaukee et Superior qui incluaient Hurley, Wausau et Green Bay. Seule la section entre Milwaukee et Green Bay sa été approuvée. La route devait originellement suivre un alignement mitoyen entre la US 41 et la US 141 (laquelle longeait le Lac Michigan à l'époque) de même que la WIS 57. Des controverses ont eu lieu par rapport à ce tracé et l'autoroute a été relocalisée dans son alignement actuel, lequel reprend essentiellement l'alignement de la US 151 des années 1950 entre Milwaukee et Sheboygan et un nouveau tracé entre Sheboygan et Green Bay. Cette section a été complétée en 1981.

## Description du tracé
L'I-43 commence dans le comté de Rock à un échangeur avec l'I-39 / I-90 tout juste à l'est de Beloit. L'autoroute devient la WIS 81 à l'ouest de cet échangeur. Le segment de l'I-43 entre Beloit et Milwaukee passe par des secteurs agricoles et faiblement urbanisés, à l'exception de l'approche de Milwaukee. Jusqu'à Milwaukee, l'autoroute contourne toutes les villes sur son tracé.
L'autoroute se dirige vers le nord-est en direction de Milwaukee. Elle croise quelques US Routes et des routes d'État. Elle parcourt les comtés de Walworth et de Waukesha. Le segment entre Beloit et l'échangeur avec l'I-894 à Milwaukee se nomme "Rock Freeway".
À partir de cet échangeur, l'I-43 forme un multiplex avec l'I-894 et l'I-41. Le multiplex avec cette dernière est particulier. Pendant que l'I-43 va en direction nord, l'I-41 va en direction sud, et vice-versa. Le multiplex prend fin lorsque la route rencontre l'I-94. À cette jonction, l'I-41 sud et l'I-94 est se dirigent vers Chicago alors que l'I-43 nord et l'I-94 ouest se dirigent vers le centre-ville de Milwaukee. L'I-894, quant à elle, prend fin. Le multiplex formé de l'I-43 / I-94 se dirige vers le centre de Milwaukee, en longeant le Lac Michigan.
Le multiplex prendra fin à l'échangeur avec l'I-794 en direction du Port de Milwaukee. L'I-43 poursuivra vers le nord. L'I-43 quitte la région de Milwaukee en traversant les banlieues nord de la ville. Elle passera dans le comté d'Ozaukee et de Sheboygan, deux comtés dans lesquels l'autoroute croisera des régions moins densément peuplées. Encore une fois, l'autoroute évitera de traverser les villes qu'elle rencontre, se contentant de les contourner. Jusqu'à Manitowoc, l'I-43 sera toujours à proximité du Lac Michigan. À partir de Manitowoc, l'autoroute se dirigera plutôt vers le nord-ouest pour atteindre Green Bay. C'est dans cette ville qu'elle atteint son terminus nord, au même endroit que l'I-41, après avoir passé par l'est de la ville.

## Liste des sorties
| Interstate 43                                          |                  |        |        |        | | |
| Comté                                                  | Municipalité     | mi     | km     | Sortie | Intersections / Destinations                                                                         | Notes |
| Rock                                                   | Beloit           | 0,00   | 0,00   | 1      | WIS 81 (en) ouest (Milwaukee Road) – Beloit I-39 / I-90 – Chicago, Madison                           | Indiqué sortie 1A (I-39 sud / I-90 est) et 1B (I-39 nord / I-90 ouest); la route continue comme WIS 81; sortie 185 de l'I-39 / I-90 |
| Rock                                                   | Turtle           | 1,43   | 2,30   | 2      | CTH-X (Hart Road)                                                                                    | |
| Rock                                                   | Clinton          | 6,97   | 11,22  | 6      | WIS 140 (en) – Clinton, Avalon                                                                       | |
| Walworth                                               | Darien           | 14,99  | 24,12  | 15     | US 14 – Janesville, Darien, Whitewater                                                               | |
| Walworth                                               | Darien           | 17,92  | 28,84  | 17     | CTH-X – Delavan, Darien                                                                              | |
| Walworth                                               | Delavan          | 21,13  | 34,01  | 21     | WIS 50 (en) – Delavan, Lake Geneva                                                                   | |
| Walworth                                               | Elkhorn          | 25,81  | 41,54  | 25     | WIS 67 (en) – Elkhorn, Williams Bay                                                                  | |
| Walworth                                               | Lafayette        | 27,45  | 44,18  | 27     | US 12 – Madison, Lake Geneva                                                                         | |
| Walworth                                               | Lafayette        | 28,98  | 46,64  | 29     | WIS 11 (en) – Elkhorn, Burlington                                                                    | |
| Walworth                                               | Lafayette        | 34,04  | 54,78  | 33     | CTH-D (Bowers Road) – Honey Creek                                                                    | |
| Walworth                                               | East Troy        | 36,78  | 59,19  | 36     | WIS 120 (en) – East Troy, Lake Geneva                                                                | |
| Walworth                                               | East Troy        | 38,54  | 62,02  | 38     | WIS 20 (en) – East Troy, Waterford                                                                   | |
| Waukesha                                               | Mukwonago        | 43,84  | 70,55  | 43     | WIS 83 (en) – Waterford, Mukwonago                                                                   | |
| Waukesha                                               | Big Bend         | 50,71  | 81,61  | 50     | WIS 164 (en) (Big Bend Road) – Waukesha, Big Bend                                                    | |
| Waukesha                                               | New Berlin       | 54,11  | 87,08  | 54     | CTH-Y (Racine Avenue) – Muskego                                                                      | |
| Waukesha                                               | New Berlin       | 56,99  | 91,72  | 57     | CTH-O (Moorland Road)                                                                                | |
| Waukesha                                               | New Berlin       | 58,88  | 94,76  | 59     | Layton Avenue vers WIS 100 (en)                                                                      | Sortie direction nord, entrée direction sud |
| Milwaukee                                              | Greenfield       | 60,92  | 98,04  | 60     | US 45 sud / WIS 100 (en) (108th Street)                                                              | Terminus sud du multiplex avec US 45; sortie direction sud, entrée direction nord; sortie direction nord via sortie 59 |
| Milwaukee                                              | Greenfield       | 61,09  | 98,31  | 61     | I-41 nord (Zoo Freeway) / I-894 ouest / US 41 nord / US 45 nord – Fond du Lac, Madison               | Terminus sud du multiplex avec I-41 / I-894; terminus nord du multiplex avec US 45; indiqué sortie 4 en direction sud; le multiplex utilise les numéros de sortie de l'I-894 |
| Milwaukee                                              | Greenfield       | 62,49  | 100,57 | 5      | South 76th Street, South 84th Street                                                                 | Indiqué sortie 5A (S. 84th Street) et 5B (S. 76th Street) |
| Milwaukee                                              | Greenfield       | 62,78  | 101,03 | 5A     | WIS 24 (en) ouest – Forest Home Avenue                                                               | Sortie direction sud, entrée direction nord |
| Milwaukee                                              | Greenfield       | 63,51  | 102,21 | 7      | South 60th Street                                                                                    | |
| Milwaukee                                              | Greenfield       | 64,51  | 103,82 | 8      | WIS 36 (en) – Loomis Road                                                                            | |
| Milwaukee                                              | Milwaukee        | 65,55  | 105,49 | 9      | WIS 241 (en) – South 27th Street                                                                     | Indiqué sortie 9A (WIS 241 sud) et 9B (WIS 241 nord) en direction sud |
| Milwaukee                                              | Milwaukee        | 66,22  | 106,57 | 10 316 | I-41 sud (North-South Freeway) / I-94 est / US 41 sud – Chicago, Aéroport                            | Terminus nord du multiplex avec I-41 / I-894 / US 41; terminus sud du multiplex avec I-94; indiqué sortie 10A (I-43 nord / I-94 ouest) et 10B (I-41 sud / I-94 est / US 41 sud) en direction nord; sortie 316 (I-43 sud / I-894 ouest / I-41 mord) en direction sud; le multiplex utilise les numéros des sorties de l'I-94 |
| Milwaukee                                              | Milwaukee        | 67,73  | 109,00 | 314    | Holt Avenue, Howard Avenue                                                                           | Indiqué sortie 314A (Holt Avenue) et 314B (Howard Avenue) en direction sud |
| Milwaukee                                              | Milwaukee        | 70,01  | 112,67 | 312    | Becher Street, Mitchell Street, Lapham Boulevard, Greenfield Avenue, Lincoln Avenue                  | Indiqué sortie 312A (Lapham Boulevard) et 312B (Becher Street) en direction sud |
| Milwaukee                                              | Milwaukee        | 71,26  | 114,68 | 311    | WIS 59 (en) (National Avenue) / 6th Street                                                           | |
| Milwaukee                                              | Milwaukee        | 71,73  | 115,44 | 310C   | I-794 (East-West Freeway) – Lakefront, Port de Milwaukee                                             | Indiqué sortie 72B en direction sud; sortie 1 de l'I-794 |
| Milwaukee                                              | Milwaukee        | 71,86  | 115,65 | 310B   | I-94 ouest (Esst-West Freeway) – Madison                                                             | Terminus nord du multiplex avec I-94; indiqué sortie 72D en direction sud |
| Milwaukee                                              | Milwaukee        | 72,25  | 116,28 | 72A    | Michigan Street, 10th Street                                                                         | Sortie direction nord, entrée direction sud |
| Milwaukee                                              | Milwaukee        | 72,44  | 116,58 | 72C    | Kilbourn Avneue                                                                                      | Sortie direction nord seulement |
| Milwaukee                                              | Milwaukee        | 72,74  | 117,06 | 72E    | US 18 (Highland Avenue) / 11th Street                                                                | Sortie direction sud, entrée direction nord |
| Milwaukee                                              | Milwaukee        | 72,91  | 117,34 | 73A    | WIS 145 (en) (Fond du Lac Avenue, McKinley Avenue)                                                   | |
| Milwaukee                                              | Milwaukee        | 73,70  | 118,61 | 73B    | North Avenue                                                                                         | |
| Milwaukee                                              | Milwaukee        | 74,67  | 120,17 | 74     | Locust Street                                                                                        | |
| Milwaukee                                              | Milwaukee        | 75,40  | 121,34 | 75     | Keefe Avenue, Atkinson Avenue                                                                        | |
| Milwaukee                                              | Milwaukee        | 75,94  | 122,21 | 76     | WIS 57 (en) / WIS 190 (en) (Capitol Drive, Green Bay Avenue)                                         | Pas de sortie direction sud vers WIS 57 nord; indiqué sortie 76A (WIS 57 / WIS 190 est) et 76B (WIS 57 / WIS 190 ouest) en direction nord |
| Milwaukee                                              | Glendale         | 76,93  | 123,81 | 77     | Hampton Avenue                                                                                       | Sortie direction sud, entrée direction nord; indiqué sortie 77A (est) et 77B (ouest) |
| Milwaukee                                              | Glendale         | 78,03  | 125,58 | 78     | Silver Spring Drive, Port Washington Road                                                            | |
| Milwaukee                                              | River Hills      | 80,13  | 128,96 | 80     | CTH-PP (Good Hope Road)                                                                              | |
| Milwaukee                                              | Bayside          | 82,03  | 132,01 | 82     | WIS 32 (en) / LMCT (en) est vers CTH-W (Brown Deer Road) WIS 100 (en) ouest (Brown Deer Road)        | Terminus sud du multiplex avec WIS 32; indiqué sortie 82A (WIS 32 est) et 82B (WIS 100 ouest) |
| Ozaukee                                                | Mequon           | 83,58  | 134,51 | 83     | CTH-W (Port Washington Road)                                                                         | Sortie direction nord, entrée direction sud |
| Ozaukee                                                | Mequon           | 85,25  | 137,20 | 85     | WIS 57 (en) sud / WIS 167 (en) ouest (Mequon Road)                                                   | Terminus sud du multiplex avec WIS 57 |
| Ozaukee                                                | Mequon           | 87,41  | 140,67 | 87     | Highland Road                                                                                        | Échangeur à compléter en 2023 |
| Ozaukee                                                | Grafton          | 89,33  | 143,76 | 89     | CTH-C (Pioneeer Road) – Cedarburg                                                                    | |
| Ozaukee                                                | Grafton          | 92,14  | 148,28 | 92     | WIS 60 (en) ouest (Washington Street) / CTH-Q (Ulao Road) – Grafton, Cedarburg, Ulao                 | |
| Ozaukee                                                | Grafton          | 93,56  | 150,57 | 93     | WIS 32 (en) nord (Spring Street) / CTH-V sud (Grafton Avenue) / LMCT (en) – Grafton, Port Washington | Terminus nord du multiplex avec WIS 32 |
| Ozaukee                                                | Saukville        | 96,66  | 155,56 | 96     | WIS 33 (en) (Grand Avenue) – Saukville, Port Washington                                              | |
| Ozaukee                                                | Saukville        | 97,54  | 156,98 | 97     | WIS 57 (en) nord – Fredonia, Random Lake, Waldo, Plymouth                                            | Terminus nord du multiplex avec WIS 57; sortie direction nord, entrée direction sud |
| Ozaukee                                                | Port Washington  | 100,73 | 162,11 | 100    | WIS 32 (en) sud (Wisconsin Street) / CTH-H ouest / LMCT (en) – Fredonia, Port Washington             | Terminus sud du multiplex avec WIS 32 |
| Ozaukee                                                | Belgium          | 107,57 | 173,12 | 107    | CTH-D – Belgium, Lake Church                                                                         | |
| Sheboygan                                              | Holland          | 112,82 | 181,57 | 113    | WIS 32 (en) nord – Cedar Grove                                                                       | Terminus nord du multiplex avec WIS 32 |
| Sheboygan                                              | Holland          | 116,71 | 187,83 | 116    | CTH-AA (Foster Road) – Oostburg                                                                      | |
| Sheboygan                                              | Wilson           | 120,36 | 193,70 | 120    | CTH-V / CTH-OK (South Business Drive) – Waldo, Sheboygan                                             | |
| Sheboygan                                              | Sheboygan        | 123,31 | 198,45 | 123    | WIS 28 (en) (Washington Avenue) / CTH-A / CTH-TA / LMCT (en) – Sheboygan, Sheboygan Falls            | |
| Sheboygan                                              | Sheboygan        | 125,90 | 202,62 | 126    | WIS 23 (en) (Kohler Memorial Drive) – Sheboygan, Plymouth                                            | |
| Sheboygan                                              | Sheboygan        | 128,60 | 206,96 | 128    | WIS 42 (en) (Calumet Drive) / LMCT (en) – Sheboygan, Howards Grove                                   | |
| Sheboygan                                              | Mosel            | 131,50 | 211,63 | 131    | Rowe Road / Golf Event Traffic                                                                       | Sortie direction nord, entrée direction sud; sortie ouverte pour Whistling Straits seulement |
| Manitowoc                                              | Centerville      | 137,57 | 221,40 | 137    | CTH-XX – Kiel, Cleveland                                                                             | |
| Manitowoc                                              | Newton           | 144,17 | 232,02 | 144    | CTH-C – St. Nazianz, Newton                                                                          | |
| Manitowoc                                              | Manitowoc        | 149,76 | 241,02 | 149    | US 151 sud (Calumet Avenue) / WIS 42 (en) / LMCT (en) – Manitowoc, Fond du Lac                       | |
| Manitowoc                                              | Manitowoc        | 151,72 | 244,17 | 152    | US 10 est (Waldo Boulevard) / CTH-JJ nord – Manitowoc, Sturgeon Bay                                  | Terminus sud du multiplex avec US 10; Sturgeon Bay non-indiqué direction sud |
| Manitowoc                                              | Manitowoc Rapids | 154,75 | 249,05 | 154    | US 10 ouest / WIS 310 (en) – Appleton, Two Rivers                                                    | Terminus nord du multiplex avec US 10 |
| Manitowoc                                              | Kossuth          | 157,80 | 253,95 | 157    | CTH-V – Mishicot, Francis Creek                                                                      | |
| Manitowoc                                              | Kossuth          | 160,53 | 258,35 | 160    | CTH-K – Kellnersville                                                                                | |
| Manitowoc                                              | Cooperstown      | 164,24 | 264,32 | 164    | WIS 147 (en) / CTH-Z – Maribel, Mishicot, Two Rivers                                                 | Mishicot non-indiqué direction sud, Two Rivers non-indiqué direction nord |
| Brown                                                  | Denmark          | 170,83 | 274,92 | 171    | WIS 96 (en) / CTH-KB – Greenleaf, Denmark                                                            | |
| Brown                                                  | Ledgeview        | 177,99 | 286,45 | 178    | US 141 (Main Street) / CTH-MM vers WIS 29 (en) – Bellevue, Kewaunee                                  | |
| Brown                                                  | Bellevue         | 180,49 | 290,47 | 180    | WIS 172 (en) vers I-41 / US 41 / WIS 32 (en) – Aéroport A. Straubel                                  | Vers I-41 non-indiqué direction nord, WIS 32 non-indiqué direction sud |
| Brown                                                  | Bellevue         | 181,71 | 292,43 | 181    | CTH-JJ (Manitowoc Road)                                                                              | |
| Brown                                                  | Green Bay        | 183,20 | 294,83 | 183    | CTH-V / Mason Street                                                                                 | |
| Brown                                                  | Green Bay        | 185,39 | 298,36 | 185    | WIS 54 (en) / WIS 57 (en) / LMCT (en) (University Avenue) – Sturgeon Bay, Algoma, Green Bay          | |
| Brown                                                  | Green Bay        | 187,60 | 301,91 | 187    | Webster Avenue, East Shore Drive                                                                     | |
| Brown                                                  | Green Bay        | 189,60 | 305,13 | 189    | Stkinson Drive                                                                                       | |
| Brown                                                  | Howard           | 191,40 | 308,03 | 192B   | I-41 sud / US 41 sud vers WIS 29 (en) – Appleton                                                     | Sortie direction nord, entrée direction sud; sortie 170B de l'I-41; pas d'accès à US 141 sud; terminus nord de l'I-41 |
| Brown                                                  | Howard           | 191,40 | 308,03 | 192A   | US 41 nord / US 141 nord / LMCT (en) – Marinette, Iron Mountain                                      | Sortie 170B de l'I-41; terminus nord |
| - Terminus de multiplex - Accès incomplet - Non-ouvert |                  |        |        |        | | |

## Divers
- La rivalité sportive qui existe entre les Panthers de l'Université du Wisconsin à Milwaukee et les Phoenix de l'Université du Wisconsin à Green Bay est appelée Bataille pour l'I-43 (en anglais : The Battle for I-43).